# Ballagi Mór
Ballagi Mór, eredeti nevén Bloch Móric (Inóc, 1815. március 18. – Budapest, 1891. szeptember 1.) teológus, nyelvész, királyi tanácsos, a Pesti Református Teológiai Akadémia tanára, a Duna melléki református egyházkerület és a pesti egyházmegye tanácsbírája, a budapesti református egyház presbitere, Budapest főváros bizottsági tagja, a Magyar Tudományos Akadémia első zsidó származású levelező (1840), majd rendes (1858) tagja, a magyar szótárirodalom kiemelkedő alakja.
Gyermekei közül Ballagi Aladár és Ballagi Géza történészek, valamint egyik unokája, Illyés Géza orvos ugyancsak a Magyar Tudományos Akadémia tagjai voltak. Egy másik fia Ballagi László fiatalon elhunyt író volt.

## Életútja

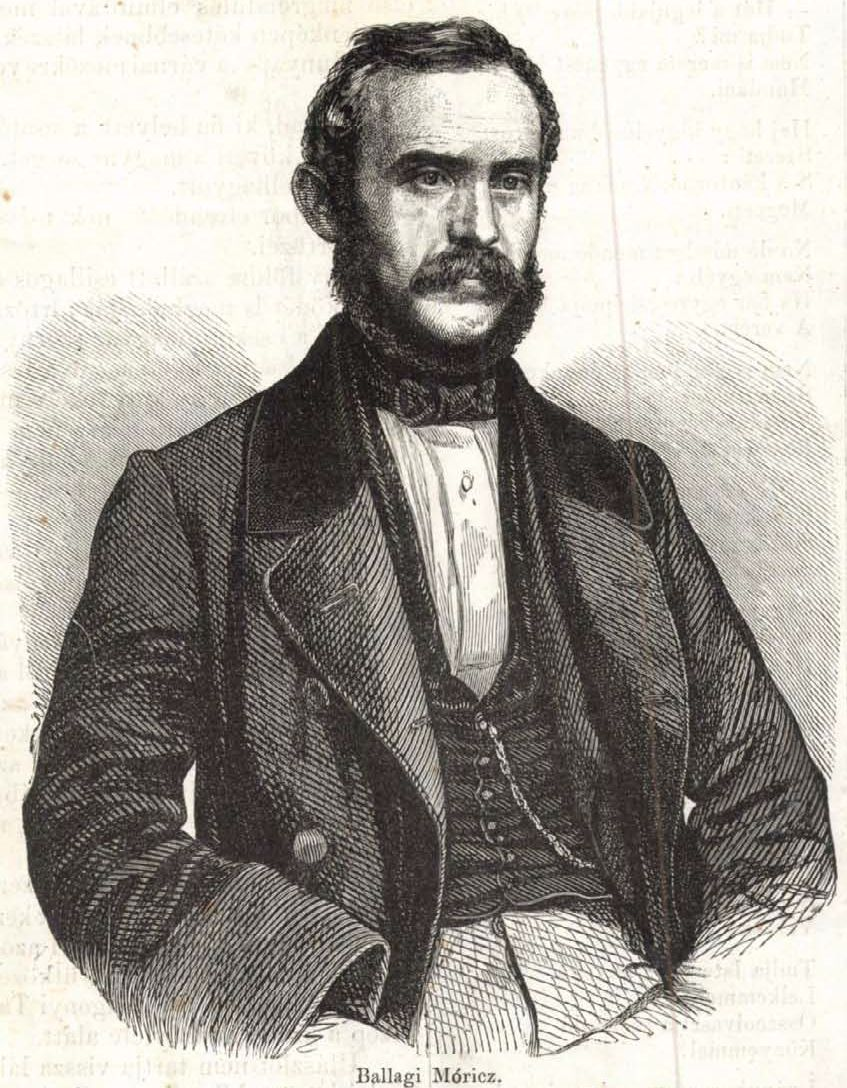
Fiatalkori portréja a Vasárnapi Ujságban (1856)

1815-ben Bloch Móric néven született a Zemplén vármegyei Inócon, szegény zsidó család gyermekeként. Tizennégy testvére volt. Kisbérlő édesapja egy 1821-es tűzvész következtében teljesen elszegényedett és az adósok börtönébe került, így az egész család nyomorogni kényszerült.
Édesapja révén már kisgyermekként megismerkedett a héber nyelvvel és a Talmuddal. 1831-től a pápai Beth-Hammidrasban talmudtanítónak készült, majd Nagyváradon filozófiát tanult. Később tanulmányai folytatása céljából Nagyváradról Pesten át Pápára gyalogolt, de anyagi gondjai miatt ott csak fél évet töltött. 1832 és 1836 között Móron, majd a felvidéki Surányban dolgozott házitanítóként. Ott a helyi plébános segítségével latinul és ógörögül tanult. 1836-ban a Pápai Református Kollégiumba felvételt nyert filozófiai tanulmányokra. 1837-től a pesti Institutum Geometricumban folytatott műszaki tanulmányokat. Kiváló nyelvérzéke már korán megmutatkozott: az egyetemi évek alatt annyira jól tanult, hogy tanulótársainak latin nyelven tartott órákból tartotta fenn magát. Felnőtt korában már 16 nyelvet beszélt, illetve ismert. Egyetemi tanulmányai mellett újságokban, folyóiratokban publikált – főleg a Hasznos Mulatságokban és a Pester Tageblattban.
Mivel Magyarországon csak kevés zsidó származású kaphatott diplomát, 1839-ben Párizsba költözött és az ottani egyetemen folytatott műszaki tanulmányokat. Párizsi tartózkodása alatt ült össze Pozsonyban az országgyűlés, amelynek egyik témája a zsidók egyenjogúsítása volt. Az akkor már jó tollú újságírónak ismert Bloch Móricot 1840-ben Eötvös József báró biztatására felkérték egy cikk elkészítésére. Ekkor írta a Zsidókról című röpiratát, mellyel az országgyűlésben is elismerést keltett. A röpirat fogadtatása alapján Eötvös József felkérte, hogy térjen haza és vegyen részt abban a programban, amellyel a magyar nyelvet a zsidóság körében akarták terjeszteni.
Hazatérve  jelentős szerepet vállalt a magyar nyelvű bibliafordítás gazdagításában: 1840–1841-ben kiadta Mózes öt könyvét és Józsué könyvét, mely kétnyelvűen, magyar és héber nyelven, kötetenként jelent meg. A fordítást a Talmudból vett magyarázatokkal látta el. Ezek a munkái meghozták számára a megérdemelt elismerést: a Magyar Tudós Társaság (a Magyar Tudományos Akadémia elődje) 1840-ben levelező tagjai közé választotta, ezzel – még Bloch Móric néven – ő lett az első zsidó származású magyar akadémikus. Akadémiai székfoglalóját 1840-ben, 25 évesen Nyelvészeti nyomozások címmel tartotta meg.
A nyelvtudomány mellett a vallási tudományok is érdekelték, ezért 1842-től a Tübingeni Egyetemen bővítette filozófiai és teológiai ismereteit, itt szerezte meg a bölcsészdoktori címet is 1843-ban.
Mivel összetűzésbe került a zsidóság vezető köreivel, 1843 májusában áttért az evangélikus vallásra, amelyet később reformátusra cserélt, kálvinista lett. Hitéletében később is következetesen kiállt az evangélikus és a református egyház egyesítéséért.
1843-ban visszatért Magyarországra és a szarvasi evangélikus gimnázium tanára, majd igazgatója lett. Tanári munkájával járó feladatai mellett – Vajda Péterrel együtt, aki a Zsidókról című röpirathoz előszót írt – a környékbeli, nem magyar nyelvű településeken a magyar nyelv terjesztésével is foglalkozott. 1845-ben feleségül vett egy keresztény nőt; ennek következtében a zsidókkal való szakítása véglegessé vált. 1847-ben kritikái jelentek meg a Magyar Szépirodalmi Szemlében.
1848-ban tevékeny szerepet vállalt az első magyar egyetemes tanügyi kongresszuson, honvédtisztként részt vett a szabadságharcban is, a szarvasi hadba vonulók szervezője volt, majd Görgei Artúr hadtestének táborkari irodáján dolgozott. A szabadságharc bukása után Szarvasra internálták, a tanári hivatástól eltiltották, ezért egy ideig Kondoroson bérelt földet, gazdálkodott, hogy eltarthassa családját. 1851-ben kinevezték tanárnak a Kecskeméti Református Főiskolára (ma a Károli Gáspár Református Egyetem teológiai intézete), majd 1855-től a Pesti Theológiai Akadémia hittan és szentírás-magyarázat tanszékének tanára volt. 
1858-ban a Magyar Tudományos Akadémia rendes tagjává választották, ezt a székfoglalóját A magyar nyelvészkedés köre: bevezetésül sémi gyöknyomozásaihoz címmel tartotta meg. 1861-ben a Deák Ferenc-féle Felirati Párt Bács-Bodrog vármegyei, ómoravicai kerületi országgyűlési képviselője lett. 1877-ben megbetegedett, ezért nyugdíjba vonult, és csak tudományos tevékenységgel foglalkozott. 1884. július 23-án I. Ferenc Józseftől királyi tanácsosi címet kapott.
1891. szeptember 1-én hunyt el, temetésén Szász Károly református püspök a következő szavakkal emlékezett meg róla: „[…] törhetetlen erős akarattal, kitartó szorgalommal küzdötte föl magát a nyomorból, és megjelent tudományosságunk egén, mint egy fényes meteor, a mely évtizedeken keresztül világított és terjesztette a tudást a nép minden rétegében”.

## Házassága és gyermekei
1845-ben feleségül vette a római katolikus magyar nemesi családból származó Lehóczky Idát (1826–1897), kisrákói és királylehotai Lehóczky Lajos (1808–1855), Békés vármegyei főszolgabíró, és nemes Novák Mária Jozefin (1805–1884) lányát. A házasságukból négy gyermek született:
- Ballagi László (1846–1867), író, műfordító, másodéves joghallgatóként elhunyt;
- Ballagi Jozefin (1849–1923), sófalvi Illyés Károly (1835–1910), kúriai bíró felesége;
- Ballagi Géza (1851–1907) történész, jogtudós, az MTA rendes tagja;
- Ballagi Aladár (1853–1928), egyetemi tanár, történész, az MTA levelező tagja, országgyűlési képviselő.

## Nyelvtudományi munkássága
Ballagi Mór tudományos tevékenységének középpontjában a nyelvtudomány állt, 1840-ben elhangzott akadémiai székfoglalója is nyelvészeti témában íródott (Nyelvészeti nyomozások), akárcsak a rendes tagként megtartott székfoglalója is (A magyar nyelvészkedés köre: bevezetésül sémi gyöknyomozásaihoz).
Komoly figyelmet fordított a nyelvújítás ügyére is, új szavakat és kifejezéseket alkotott, különösen a tudományos és műszaki terminológia területén. 1857-ben megjelent A nyelvújítás és a nyelvrontás című értekezése az utónyelvújítás egy fontos alkotása. Többek között az ő akadémiai felszólalásának eredménye is, hogy 1872-ben útjára indult a Magyar Nyelvőr című folyóirat. Az ortológusok és neológusok közötti nyelvészeti vitákban az 1850-es években szót emelt Bugát Pál és mások túlzásai ellen, de amikor a Nyelvőr kártékonynak minősítette a nyelvújítást, a neológia védelmére kelt.
Jelentéstannal, összehasonlító nyelvészettel és nyelvtörténettel is foglalkozott, de nyelvészeti tevékenységei közül mégis egyértelműen szótárírói munkássága a legismertebb: nevéhez köthető a negyedszázadnyi gyűjtés eredményeit bemutató, töretlen munkakedvvel összeállított A magyar nyelv teljes szótára (I–II. Pest, 1866–1873), amelynek létrejöttéről a szótár első kötetének előszavában így írt: „[…] tanulmányoztam irodalmunkat első zsengéitől kezdve a legujabb korig, ügyeltem a külömbféle vidékeken divatozó élő nyelvre, az alréteg parlagain fölsarjadt vadontermékekre, közmondásokra, népregékre, mesékre és népdalokra, és buzgó gondot és szeretetet fordítottam a nyert anyag minden oldalú értékitésére. Mondhatom is, hogy alig mult egy-egy nap, mely jegyzékeimet némi adalékkal nem gazdagította volna; mert vagy eddigi szótárainkban nem található, irodalmilag ismeretlen kifejezésekre akadtam, vagy ismert kifejezéseknek a szokottól eltérő értelmű használatát észleltem, vagy egyéb olyas közönségesen fitymált apróságot fedeztem fel, melyek összegéből, mint sok egyes csepekből az áldást hozó eső, alakul a nemzeti szellem szóbeli kifejezésének kincse” (III. o.).
A 83 ezer címszavas szótár jelentősége többek között abban áll, hogy ez az első kifejezetten értelmező céllal létrejött szótárunk, valamint a magyar szóösszetételek rendszeres szótárazásának is az első jelentősebb kezdeményezése. A szótár rövid ismertetését tartalmazó előszóban Ballagi kiemelt célként jelölte meg az egyes szavak, kifejezések különböző, sajátos jelentéseinek minél pontosabb leírását, példaként a bálvány, valamint a hasad az agyara kifejezéseket említve. Nemcsak a szavak jelentését tüntette fel a szócikkekben, hanem gyakran etimológiai magyarázatokat is közölt. Számos, a nyelvújítás során alkotott új szót is felvett a címszóanyagába. Figyelmet fordított a címszavakhoz kapcsolódó frazeológiai egységek (szólások, közmondások) rögzítésére, és azok jelentésének feltüntetésére is.
A magyar nyelv teljes szótára napjainkban is érdekes és tanulmányozásra érdemes alkotás: segítségével egyrészt bepillantást nyerhetünk a 19. századi magyar nyelv szókincsébe, másrészt pedig lehetőséget kínál az elmúlt több mint másfél évszázad alatt nyelvünkben végbement változások vizsgálatára is.
De nem csak értelmező szótárával szerzett a magyar lexikográfiában múlhatatlan érdemeket, hanem többek között a szólás- és közmondáskutatásban, azaz a frazeológiában is. Csaknem ötszáz oldalas, kétkötetes frazeológiai gyűjteménye még szarvasi tanári munkálkodásának idején készült, s 1850-ben jelent meg Magyar példabeszédek, közmondások és szójárások gyűjteménye címmel. Ebben a közmondásokat az anyanyelvünkkel együtt megszerzett kincseknek nevezi, amelyek „nemzedékről szállnak nemzedékre örökül s a ma bővítve adja át a hónapnak vezércsillagokúl a nép embereinek s intésül vezetőinek” (IV. o.). Hangsúlyozza azt is, hogy a közmondások jól tükrözik egy-egy nyelv grammatikai, szókincsbeli sajátosságait, eltéréseit, ezért ha egyes szólások vagy közmondások esetében azoknak valamely idegen nyelvben is előforduló változatára bukkant, azt is feltüntette, hogy megmutassa, „[…] egy és ugyan azon eszme milly külömbfélekép fogatott fel a külömböző népektől” (XXVII. o.).
Ballagi nyelvészeti témakörben alkotott munkáinak sorából nem hagyhatók ki kétnyelvű szótárai sem, különösen a Magyar–német és német–magyar kéziszótár (Budapest, 1893–1894), amelyet többször átdolgozott, bővített, javított, s amely napjainkig a legkiemelkedőbb magyar–német és német–magyar szótárak egyike.
Fontos még megemlíteni Ausführliche theoretisch-praktische Grammatik der ungarischen Sprache für Deutsche címmel megjelent német anyanyelvűeknek készített magyar nyelvtanát is, amely több kiadást is megélt. A nyelvkönyv célja a magyar grammatika német nyelvű feldolgozása és rendszerezése. Ballagi grammatikája a magyarnyelvkönyv-írás történetének egyik fontos állomása.
Ballagi munkássága jelentősen hozzájárult a magyar nyelv modernizálásához, standardizálásához és a tudományos terminológia fejlesztéséhez. Szótárai és más nyelvészeti munkái fontos szerepet játszottak a magyar nyelv 19. századi fejlődésében, és máig ható örökséget hagytak a magyar nyelvtudományban.

## Emlékezete

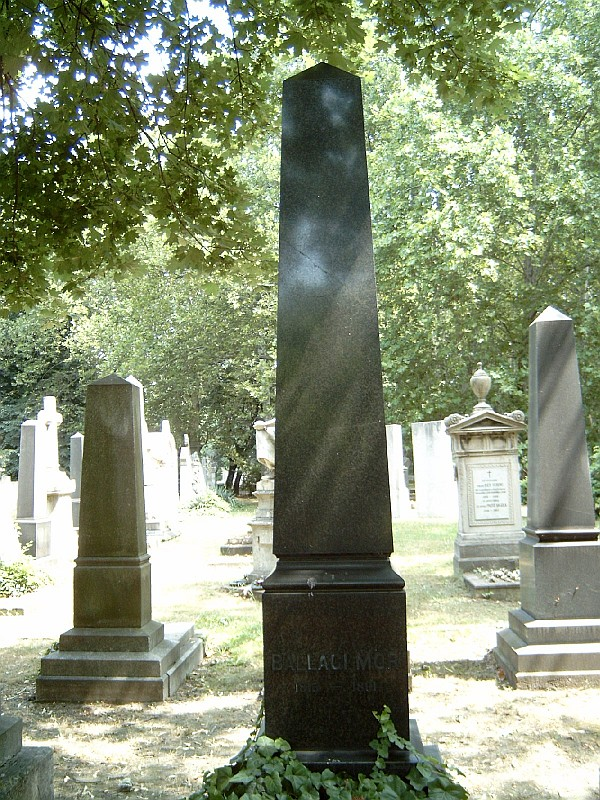
Ballagi Mór sírja Budapesten. Kerepesi temető: 34/1-1-10

- Sírja Budapesten, a Fiumei úti sírkertben található.
- Budapesten a Kinizsi utca 37. szám alatti társasház falán emléktábla őrzi a nevét. Ballagi 1880-ban építtette a házat, s abban élt haláláig. Születésének 200 éves évfordulóján a Károli Gáspár Református Egyetem Hittudományi Kara állította az emléktáblát, amelyet a kar akkori dékánja és Ballagi Farkas lepleztek le.[9]
- A hagyomány szerint Nógrád vármegyében, Szontágh Pál birtokán egyszerre volt vendég Madách Imrével, Arany Jánossal. Madách legújabb írását olvasta fel barátainak, a mű címe azonban hiányzott. Eközben Ballagi a kastély melletti tavon csónakázott, ám a csónak felborult, és ő csuromvizesen tért vissza a többiekhez. Amikor megkérdezték tőle, mi történt, csak annyit felelt: „Ez az ember tragédiája”. Ez a mondata lett Madách híres művének címadója.[10]

## Művei
- A zsidókról (Pest, 1840)
- Mózes öt könyve (ford.) 1–5. köt. (Buda, 1840–1841)
- Nyelvészeti nyomozások (Buda, 1841)
- Jiszrael könyörgései egész évre. I. rész. (Buda, 1841)
- Első jósok (Josua). Magyarra ford. és jegyzetekkel ellátta (Buda, 1842)
- Ausführliche theoretisch-praktische Grammatik der ungarischen Sprache (Pest, 1842; több kiadást élt meg) Online
- A magyar szónyomozás és az összehasonlító nyelvészet (Pest, 1846)
- A szarvasi ág. hitv. evang. főiskolának rövid története. (Szarvas, 1847) [Eddig Bloch Móricz névvel]
- Magyar példabeszédek, közmondások, szójárások gyűjteménye, 1–2. köt. (Szarvas, 1850)
- A héber nyelv elemi tankönyve (Pápa, 1856)
- Nyelvújítás és nyelvrontás (Pest, 1857; különnyomat a M. Akad. Értesítőből)
- Gróf Széchenyi István (Pest, 1860)
- Renaniána (Pest 1864)
- Bibliai tanulmányok. 1–2. köt. (Pest, 1865–1868)
- A protestantismus harca az ultramontanismus ellen (Pest, 1867) Online
- A semmiről meg nem feledkezett „feledékeny ember” (Pest, 1869)
- A tudomány fejlődése hajdan és most (Pest, 1871)
- Brassai és a nyelvújítás Értekezések a nyelv- és széptudományok köréből (5. kötet 4. szám).(Budapest, 1875)
- Nyelvünk újabb fejlődése Értekezések a nyelv- és széptudományok köréből (9. kötet 3. szám). (Budapest, 1881)
- Baranyai Decsi János és Kis-Viczay Péter közmondásai Értekezések a nyelv- és széptudományok köréből (10. kötet 5. szám)  (Budapest, 1882)
- A nyelvfejlődés történelmi folytonossága és a Nyelvőr Értekezések a nyelv- és széptudományok köréből (11. kötet 11. szám) (Budapest, 1884)
- Szókészletünk ortholog szabályozása és az iskola.  Budapesti Szemle 159. szám 337–362. (Budapest, 1890)

### Szótárai
- Új kimerítő magyar–német és német–magyar zsebszótár. 2 köt. (Pest, 1843–44, 2. kiad. 1847–48)
- A magyar és német nyelv nélkülözhetlen (!) kiegészítő szótára. 2 rész. — Pest, 1846, 2. kiad.
- A magyar és német nyelv segéd- és idegen szótára. 2 rész. Pest, 1852—54.
- Magyar példabeszédek, közmondások, szójárások gyűjteménye, I–II. (Szarvas, 1850)[11]
- Uj teljes magyar és német szótár. (Pest, 1864.)
- A magyar nyelv teljes szótára I–II. (Pest, 1866–73)[12][13]
- Magyar–német és német–magyar kéziszótár (Budapest, 1893–94)